# Hermsdorfer Kreuz

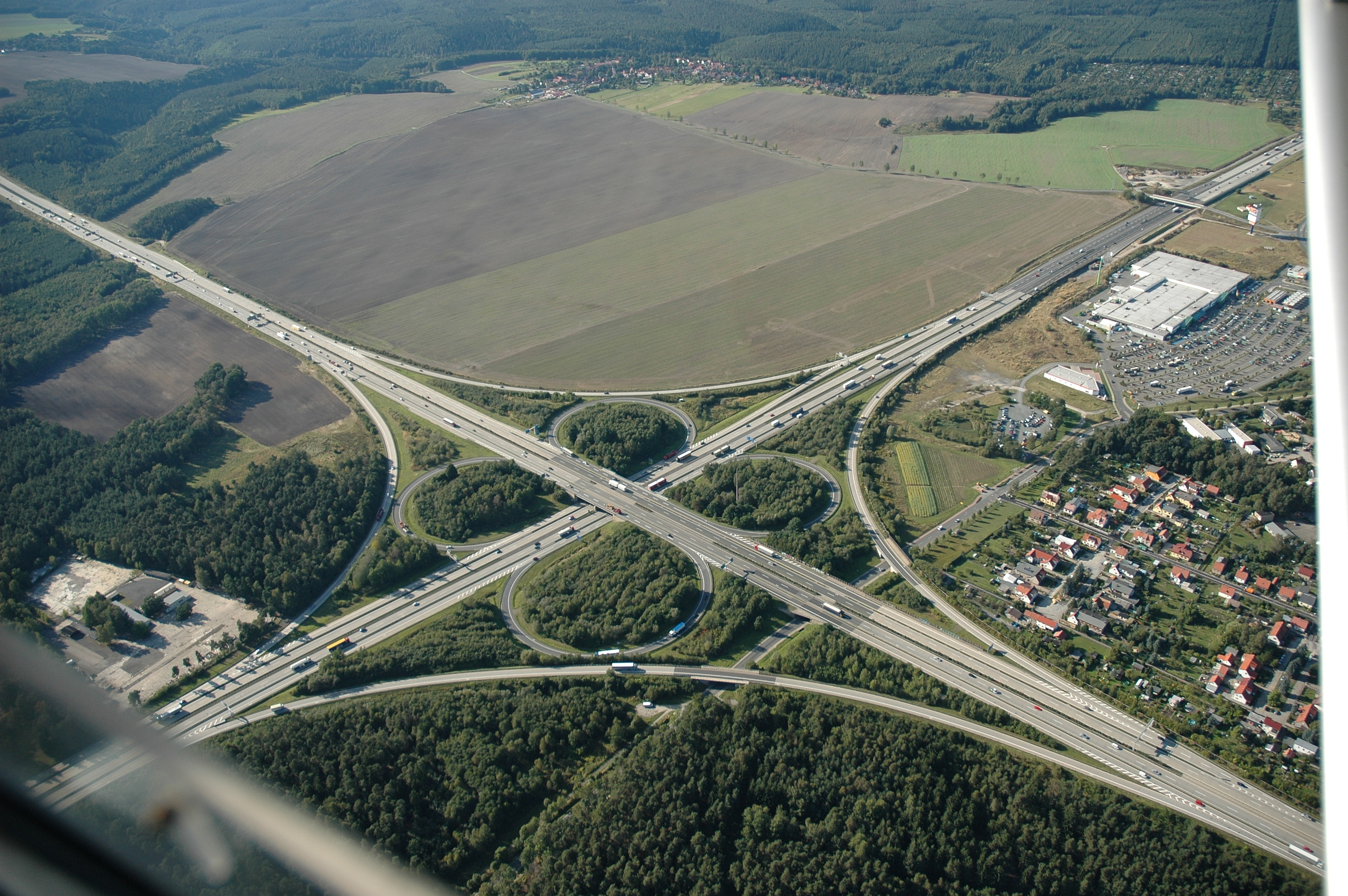
Das Hermsdorfer Kreuz aus der Vogelperspektive 2008

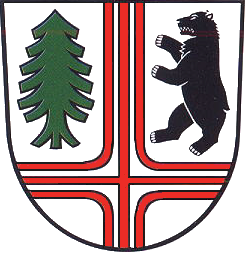
Das Autobahnkreuz als Element des Hermsdorfer Wappens

Das Hermsdorfer Kreuz ist ein Autobahnkreuz im Osten Thüringens, das sich bei Gera befindet. Hier kreuzen sich die Bundesautobahnen A 4 (Aachen – Eisenach – Görlitz) (E 40) und A 9 (Berlin – Leipzig – München) (E 49, E 51).

## Geographie
Das Kreuz befindet sich auf dem Gebiet von Schleifreisen im Saale-Holzland-Kreis. Die umliegenden Städte und Gemeinden sind Hermsdorf und Reichenbach. Es befindet sich etwa 60 km südwestlich von Leipzig, etwa 60 km östlich von Erfurt und etwa 75 km westlich von Chemnitz.
Es stellt einen wichtigen Verkehrsknotenpunkt dar, da es wichtige Nord-Süd- (Berlin  – München – Österreich/Innsbruck, A 9) bzw. West-Ost- (Belgien/Löwen – Niederlande/Maastricht – Köln – Polen/Breslau, A 4) Achsen miteinander verbindet.
Das Hermsdorfer Kreuz trägt auf der A 4 die Nummer 56a, auf der A 9 die Nummer 24.

## Geschichte
Das Hermsdorfer Kreuz stellte von jeher einen transeuropäischen Knotenpunkt dar. Seit Jahrhunderten führten Handelswege von Norddeutschland über Hermsdorf, Regensburg und Tyrnau (Trnava) bis nach Rom und weiter in das Osmanische Reich.
Es besteht in seiner heutigen Grundform bereits seit dem Dezember 1936. Gebaut wurde es im Zuge der Herstellung der durchgängigen Autobahnverbindung zwischen der Reichshauptstadt Berlin und München. Damit ist das Hermsdorfer Kreuz nach dem Schkeuditzer Kreuz das zweitälteste Autobahnkreuz Deutschlands. Zwei Kilometer westlich des Hermsdorfer Kreuzes wurde ebenfalls 1938 mit der Teufelstalbrücke eine der zu jener Zeit größten Stahlbetonbogenbrücken Europas gebaut. In der näheren Umgebung befinden sich historisch bedeutsame Handelsgasthöfe.

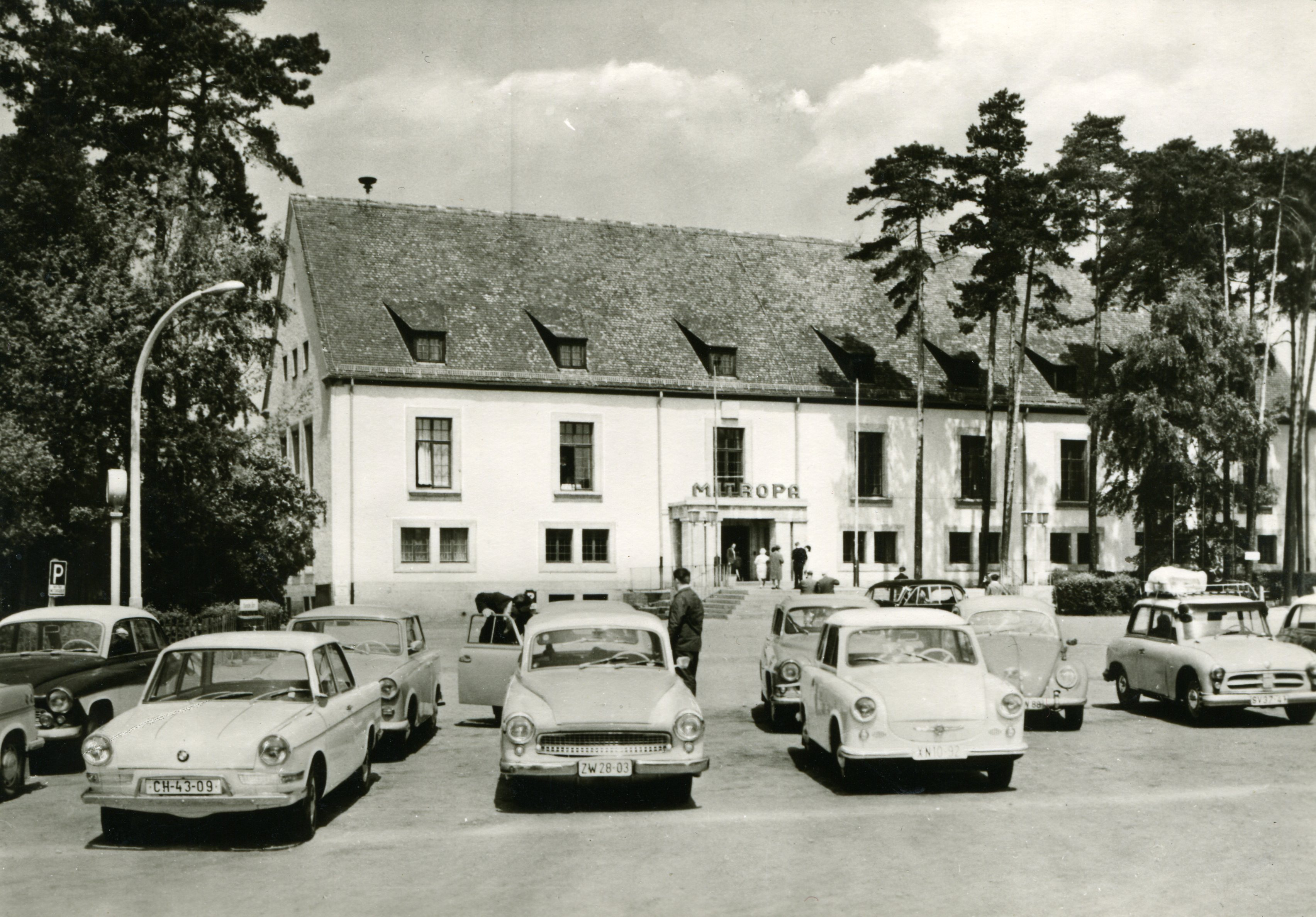
Das Rasthaus von 1938, 1971

Im Jahr 1989 wurde das Kreuz von rund 15.000 Fahrzeugen täglich befahren, nach der Wiedervereinigung Deutschlands verdreifachte sich diese Zahl.

### Umbau in den 1990er Jahren
Von 1989 bis 1992 wurde das Hermsdorfer Kreuz umgebaut, damit es den damaligen Anforderungen an einen europäischen Verkehrsknotenpunkt entsprach. Die Umbauarbeiten kosteten 190 Mio. Deutsche Mark und wurden ein Jahr vor der ursprünglich geplanten Fertigstellung für beendet erklärt. Drei neue Autobahnbrücken und eine 2,5 Kilometer lange Lärmschutzwand wurden errichtet, eine insgesamt 24 Kilometer lange Autobahnstrecke wurde modernisiert. Am 15. Dezember 1992 erfolgte die Verkehrsübergabe des umgebauten Hermsdorfer Kreuzes.

### Geplanter Um- und Ausbau
Schon nach dem Umbau 1992 wurde mit einem weiteren Umbau ab dem Jahr 2010 gerechnet. Ab 2010 sollten weitere Baumaßnahmen folgen, die neben einer Anpassung der Verbindungsrampen auch einen Ausbau der Hauptfahrbahnen auf jeweils drei Fahrstreifen pro Richtung vorsehen. Außerdem war vorgesehen, die Verkehrsführung aus Richtung Erfurt nach Berlin und München zu entlasten, da hier des Öfteren größere Rückstauungen auf der A 4 wegen starken Verkehrs auf der A 9 zu beobachten sind. Dazu wird das neue Kreuz mit einer neuen halbdirekten Rampe, die zweistreifig ausgeführt werden soll, aus Richtung Erfurt in Richtung Berlin überspannt werden.
Im Dezember 2010 wurde bekanntgegeben, dass sich der Ausbau bis Ende 2014/Anfang 2015 verzögern werde. Grund dafür war eine zusätzlich in die Umbaumaßnahmen aufgenommene Brücke für Fußgänger und Radfahrer. Die Gesamtkosten sollten sich auf 43 Mio. Euro belaufen. Anfang 2016 wurde bekannt, dass der Bau frühestens 2026 beginnen wird. Es wird mit einer dreijährigen Bauzeit gerechnet.

## Verkehrsaufkommen
Das Kreuz wurde 2015 täglich von etwa 113.000 Fahrzeugen befahren.
| Von                          | Nach                   | Durchschnittliche tägliche Verkehrsstärke | Anteil Schwerlastverkehr |
| ---------------------------- | ---------------------- | ----------------------------------------- | ------------------------ |
| AS Stadtroda (A 4)           | Hermsdorfer Kreuz      | 60.100                                    | 16,3 %                   |
| Hermsdorfer Kreuz            | AS Hermsdorf-Ost (A 4) | 46.400                                    | 16,8 %                   |
| AS Bad Klosterlausnitz (A 9) | Hermsdorfer Kreuz      | 66.600                                    | 19,2 %                   |
| Hermsdorfer Kreuz            | AS Hermsdorf-Süd (A 9) | 51.900                                    | 19,7 %                   |